# Hadena magnolii
Hadena magnolii is een vlinder uit de familie uilen (Noctuidae). De wetenschappelijke naam is voor het eerst geldig gepubliceerd in 1829 door Boisduval.
De soort komt voor in Europa.